# Serdanu, Dâmbovița
Serdanu este un sat în comuna Lungulețu din județul Dâmbovița, Muntenia, România.
La sfârșitul secolului al XIX-lea, satul Serdanu era reședința unei comune din plasa Bolintinul a județului Dâmbovița, fiind formată din satele Răiculești și Serdanu, cu o populație de 900 de locuitori, având o biserică și o școală.
În 1925, comuna erau inclusă în plasa Ghergani a aceluiași județ și avea, în satele Serdanu, Răiculești și în cătunul Oreasca, 1835 de locuitori.
În 1950, ea a fost arondată raionului Răcari și apoi (după 1956) raionului Titu, ambele din regiunea București. În 1968, comuna Serdanu a fost desființată și inclusă în comuna Lungulețu, iar satul Răiculești a fost desființat și inclus în satul Serdanu, comuna Lungulețu astfel alcătuită revenind la județul Dâmbovița, reînființat.